# Iglesia de Santa María (Retortillo)

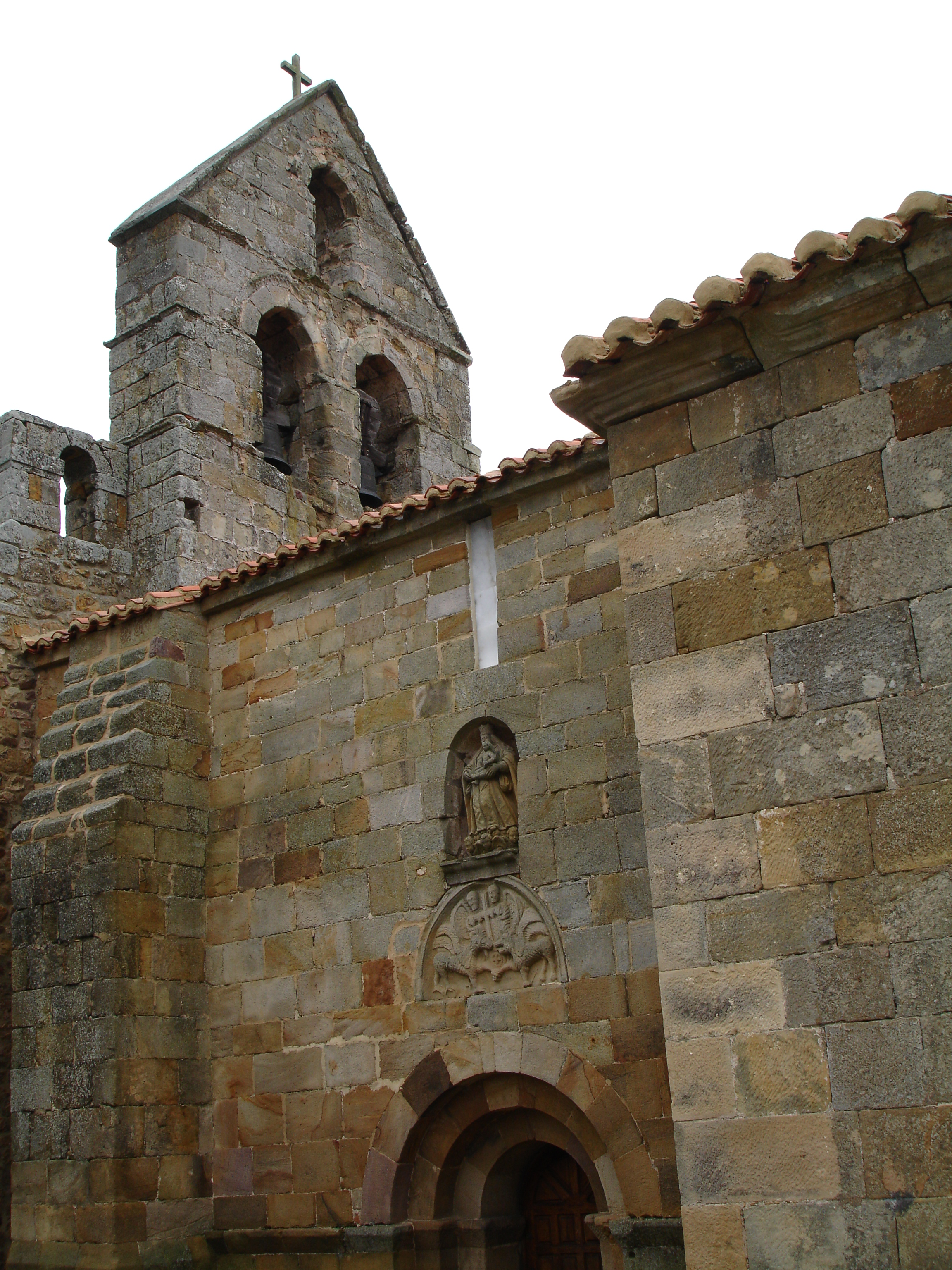
Detalle de la fachada sur de la iglesia románica de Santa María en Retortillo.

La iglesia de Santa María de Retortillo es un templo cristiano católico de estilo románico situado en Retortillo (Cantabria, España). La iglesia se asienta sobre las ruinas de la antigua ciudad romana de Julióbriga. Su construcción es de finales del siglo XII y apenas ha variado su traza originaria.

## Descripción
Su ábside es de tres lienzos verticales divididos por columnas pareadas asentadas sobre pequeños contrafuertes escalonados y arcadas en el presbiterio. La espadaña es de tres troneras de arcos apuntados, dos inferiores y una superior. Este tipo de campanario es muy característico de las iglesias del sur de Cantabria.
Se han distinguido la mano de dos maestros escultores en la iglesia de Santa María de Retortillo. Por un lado uno de talla basta y popular en los canecillos y capiteles de las arcadas y ventanas, y por otro lado otro de mayor calidad en los capiteles de los arcos triunfales. Estas últimas tallas constituyen la mejor muestra, junto a la iglesia de Santa María de Piasca y la colegiata de Santillana del Mar, de la escultura románica en Cantabria.